# Намдалсэйд
Намдалсэйд (норв. Namdalseid) — коммуна в губернии Нур-Трёнделаг в Норвегии. Административный центр коммуны — город Намдалсэйд. Официальный язык коммуны — нейтральный. Население коммуны на 2007 год составляло 1717 чел. Площадь коммуны Намдалсэйд — 769,55 км², код-идентификатор — 1725.

## История населения коммуны
Население коммуны за последние 60 лет.

Статистика коммуны Намдалсэйд